# Hasselbeck-Krumbach
Hasselbeck-Krumbach war bis 1930 eine Gemeinde im Kreis Düsseldorf-Mettmann in der preußischen Rheinprovinz. Das Gebiet der ehemaligen Gemeinde liegt heute in den Städten Düsseldorf und Ratingen in Nordrhein-Westfalen.

## Geographie und Geschichte
Seit den 1840er Jahren bestand im Landkreis Düsseldorf die Gemeinde Hasselbeck-Krumbach. Sie gehörte zur Bürgermeisterei Hubbelrath und bestand aus den beiden alten bergischen Honnschaften Hasselbeck und Krumbach. Als Wohnplätze der Gemeinde wurden 1885 unter anderem genannt:
- In der Honnschaft Hasselbeck Bornerweide, Dellermühle, Diepensiepen, Förstchen, Horns, In der Flieten, In der Knittkuhle, Kremershof, Kones, Meigen, Morgenstern, Neuenhof, Tüg und Weinberg
- In der Honnschaft Krumbach Buschhäuschen, Groß Ilbeck, Grünensiepen, Grütershäuschen, Siepen, Scheffenkrumbach, Jüch, Kocks, Mergelsberg, Scheven, Schellscheidt, Spieckershof, Vogelsang und Zassenhaus

Am 15. Mai 1930 wurde Hasselbeck-Krumbach mit der Gemeinde Schwarzbach zur Gemeinde Hasselbeck zusammengeschlossen, die zum Amt Hubbelrath gehörte und 1947 in Hasselbeck-Schwarzbach umbenannt wurde. Durch das Düsseldorf-Gesetz wurde die Gemeinde Hasselbeck-Schwarzbach am 1. Januar 1975 auf die Städte Düsseldorf und Ratingen aufgeteilt. Vom Gebiet der alten Gemeinde Hasselbeck-Krumbach fiel der südliche Teil mit der Siedlung Knittkuhl an Düsseldorf, während der dünnbesiedelte Nordteil der alten Gemeinde zur Stadt Ratingen im Kreis Mettmann kam.

## Einwohnerentwicklung
| Jahr | Einwohner | Quelle |
| ---- | --------- | ------ |
| 1835 | 435       | [ 4 ]  |
| 1864 | 538       | [ 5 ]  |
| 1885 | 489       | [ 1 ]  |
| 1910 | 423       | [ 6 ]  |

Die Einwohnerzahlen beziehen sich 1835 auf die Honnschaften Hasselbeck und Krumbach sowie 1864, 1885 und 1910 auf die Landgemeinde Hasselbeck-Krumbach.